# Ingeborg Glier
Ingeborg Glier (* 22. Juni 1934 in Dresden; † 14. November 2017 in Branford, Connecticut, USA) war eine deutsch-amerikanische Germanistin.

## Leben
Ingeborg Glier begann ihre wissenschaftliche Karriere am Deutschen Seminar der Ludwig-Maximilians-Universität in München bei Hugo Kuhn und wurde 1972 als dritte Frau auf einen Lehrstuhl an der Yale University in New Haven (USA) berufen.

## Schaffen
Ingeborg Gliers Spezialgebiet war die deutsche Literatur des Mittelalters, insbesondere die Lyrik und die Minnerede. Sie war an Standardwerken der Altgermanistik beteiligt: 1961 überarbeitete sie das Standardwerk zur deutschen Metrik von Otto Paul (Erstausgabe 1930), das als Zusammenfassung von Andreas Heuslers dreibändiger Versgeschichte angelegt war, grundlegend und kritisch. Mit Michael Curschmann gab sie 1980 bis 1981 die dreibändige Anthologie Deutsche Dichtung des Mittelalters heraus. Sie fungierte außerdem als Herausgeberin des Bandes zu Reimpaardichtung, Drama und Prosa im Spätmittelalter von 1986 der Geschichte der deutschen Literatur von den Anfängen bis zur Gegenwart (begründet von Helmut de Boor und Richard Newald).

## Veröffentlichungen (Auswahl)
- Artes amandi. Untersuchung zu Geschichte, Überlieferung und Typologie der deutschen Minnereden. München 1971 (Münchener Texte und Untersuchungen zur deutschen Literatur des Mittelalters 34). ISBN 3-406-02834-9
- grundlegend überarbeitet: Deutsche Metrik, begründet von Otto Paul. 4. bis 9. Aufl. Ismaning 1961–1974.
- herausgegeben (mit Gerhard Hahn, Walter Haug und Burghart Wachinger): Werk – Typ – Situation. Studien zu poetologischen Bedingungen in der älteren deutschen Literatur. Stuttgart 1969 (Festschrift für Hugo Kuhn zum 60. Geburtstag).
- herausgegeben: Deutsche Dichtung des Mittelalters, hrsg. mit Michael Curschmann. München u. a. 1980–1981.
- überarbeitet: Reimpaargedichte, Drama, Prosa. 1250–1370, München 1986 (Geschichte der deutschen Literatur von den Anfängen bis zur Gegenwart, begründet von Helmut de Boor und Richard Newald, Bd. 3: Die deutsche Literatur im späten Mittelalter. 1250–1350, T. 2).